# Heinz-Gerd Klostermann
Heinz-Gerd „Kalle“ Klostermann (* 22. Oktober 1943 in Eschweiler; † 9. August 2021) war ein deutscher Fußballspieler. Der Flügelstürmer von Alemannia Aachen hat in der Fußball-Bundesliga in den zwei Runden 1967/68 und 1968/69 in 59 Ligaspielen 16 Tore erzielt und feierte 1969 mit dem Team vom Tivoli Stadion die Vizemeisterschaft.

## Laufbahn
Der schnelle Angreifer am Flügel belegte in der Saison 1962/63 mit seinem Heimatverein Eschweiler SG in der Verbandsliga Mittelrhein den 10. Rang. Er fiel den Spähern von Alemannia Aachen an der Seite vom Angriffskollegen Karl-Heinz Krott auf und wurde zur Saison 1963/64, wie auch Herbert Gronen (Borussia Brand), Willi Krieger (SG Düren 99) und Torhüter Gerhard Prokop (Sportfreunde Gladbeck) an den Tivoli geholt. Im ersten Jahr in der zweitklassigen Regionalliga West kam er zu keinem Pflichtspieleinsatz. Unter Trainer Oswald Pfau debütierte Klostermann am Rundenstarttag der Saison 1964/65, den 9. August 1964, bei einer 0:2-Auswärtsniederlage bei Eintracht Gelsenkirchen in der Regionalliga West. Trainer Pfau hatte den Angriff in der Formation Klostermann, Franz-Josef Nacken, Josef Martinelli, Gronen und Rainer Schönwälder an den Start gebracht. Am Rundenende hatte Klostermann in 24 Ligaeinsätzen fünf Tore erzielt und Aachen erreichte hinter Meister und BL-Aufsteiger Borussia Mönchengladbach die Vizemeisterschaft.
Er spielte als Stürmer von 1964 bis 1970 in der Fußball-Bundesliga sowie der Regionalliga West für Alemannia Aachen. Mit der Alemannia zog er im DFB-Pokal in das Finale gegen Borussia Dortmund ein. Klostermann lief in den Spielen gegen den VfL Osnabrück (3:1), Rot-Weiß Oberhausen (1:0), Hannover 96 (2:1) und im Halbfinale am 17. April 1965 auf dem Tivoli vor 32.000 Zuschauern bei einem 4:3-Erfolg n. V. gegen den FC Schalke 04 auf. Im Finale konnte er nicht teilnehmen. In der Saison 1966/67 wurde Heinz-Gerd Klostermann mit Aachen Meister der Regionalliga West und Erster der Aufstiegsrunde zur Fußball-Bundesliga. Er absolvierte insgesamt 59 Bundesliga-Spiele (16 Tore) sowie 79 Spiele in der Regionalliga West, in denen er 21 Treffer erzielte. Zudem kam er in 22 Pokal-Einsätzen auf neun Tore. 
Klostermanns erfolgreichste Zeit war die Spielzeit 1968/69, als er mit Aachen Vizemeister wurde und auch persönlich eine starke Saison spielte, zudem als einer von zwei Spielern alle 34 Saisonspiele unter Trainer Michael Pfeiffer bestritt (gemeinsam mit Josef Thelen). Mit 12 Treffern führte er die interne Torschützenliste vor Erwin Hermandung (11), Roger Claessen (9) und Ion Ionescu (7) an. Zur neuen Saison verletzte er sich jedoch in einem Vorbereitungsspiel am Kreuzband, weswegen er Sportinvalide wurde. Ohne ihn stieg der amtierende Vizemeister Aachen als abgeschlagener Tabellenletzter in die zweite Liga ab.
Nach der Alemannia war er noch als Amateur bei Westwacht Aachen und dem Stolberger SV als Spieler und Trainer im Einsatz. Er lebte in Büsbach. Bei Alemannia Aachen war er später noch als Scout und 1999 als kaufmännischer Geschäftsführer tätig.

## Statistik
- 1. Bundesliga 59 Spiele – 16 Tore; Alemannia Aachen
- Regionalliga West 79 Spiele – 21 Tore; Alemannia Aachen